# Beothuk Lake
Beothuk Lake is een meer in de Canadese provincie Newfoundland en Labrador. Met een oppervlakte van 142 km² is het een van de grootste meren van het eiland Newfoundland. Het meer stond tot eind 2021 bekend als Red Indian Lake.

## Geografie
Het in Centraal-Newfoundland gelegen meer heeft langs zijn zuidwest-noordoostas een lengte van meer dan 60 km tegenover een maximale breedte van 6 km. De noordoever wordt aangedaan door provinciale route 370, de rest van het meer is bereikbaar via kleinere wegen.
In het noordoosten ligt Millertown, de enige plaats aan de oevers van Red Indian Lake. Het gehucht Buchans Junction ligt 1,5 km ten oosten van het meer en de gemeente Buchans ligt 4 km ten noorden van het meer.

## Hydrologie
In het meer monden vier grote rivieren uit, namelijk de Lloyds, de Victoria, de Buchans en de Star. Het meer watert in het oosten zelf af via de Exploits.

## Geschiedenis
De Beothuk, de oorspronkelijke inheemse bevolking van Newfoundland, hadden historisch verschillende nederzettingen bij de oevers van het meer. Het was hun laatste grote toevluchtsoord doordat ze onder druk van Europese kolonisten en ingeweken Mi'kmaq-indianen hun kustnederzettingen en op zee gerichte leven hadden moeten verlaten.
In 1811 probeerde een expeditie onder leiding van David Buchan de schuwe Beothuk er te vinden om vreedzame betrekkingen met hen aan te knopen, maar de ontmoeting leidde tot de dood van twee expeditieleden. In 1819 was er opnieuw een expeditie, ditmaal onder leiding van John Peyton Jr. Ook deze eindigde in een tragedie, met name door de dood van stamhoofd Nonosbawsut en de gevangenneming van Demasduit. In 1829 stierf de laatste Beothuk en was het volk uitgestorven.
De aan de oevers gelegen archeologische site Indian Point is erkend als een National Historic Site of Canada.

## Naamgevingscontroverse
In de 21e eeuw begon de naam Red Indian Lake (letterlijk "rode-indianenmeer") kritiek te krijgen vanwege de racistische en koloniale connotatie in de naam. De overheid van Newfoundland en Labrador wou daarom begin 2021 een breed overleg aangaan met de buurtbewoners, inheemse gemeenschappen en andere betrokkenen om een nieuwe naam te kiezen. Het overleg met buurtbewoners vond echter nooit plaats en in april 2021 besliste de overheid om het meer Wantaqo'ti Qospem te noemen, de Mi'kmaq-benaming voor "vreedzaam meer".
De beslissing leidde echter tot grote controverse en honderden klachten. Het feit dat er een Mi'kmaq-naam voorgesteld werd, terwijl dat volk geen historische band met het meer had en daarenboven geen goede relatie met de Beothuk had, werd op de korrel genomen. Gerenommeerd Beothuk-experte Ingeborg Marshall reageerde dat het meer een Mi'kmaq-naam geven niet minder dan een "belediging" voor de Beothuk zou zijn.
Minister van Inheemse Zaken Lisa Dempster zei dat ze echter met provinciale inheemse leiders tot een consensus rond de naam gekomen was. Sommige inheemse Newfoundlanders bekritiseerden de beslissing echter, daar de overheid leek te suggereren dat alle inheemse volkeren op een hoop gegooid kunnen worden alsof ze onderling inwisselbaar zijn. Ook de betekenis van de nieuwe naam werd onder vuur genomen omdat deze op geen enkele wijze zou verwijzen naar de Beothuk of hun geschiedenis, nochtans hetgeen dat zogezegd beoogd werd.
Het feit dat de beslissing in St. John's genomen werd met een totaal gebrek aan inspraak van omwonenden uit Millertown, Buchans en Buchans Junction werd nog het sterkst van al aangeklaagd. Daarnaast vonden anderen een naamswijziging van het erg bekende meer simpelweg onnodig.
Door de stroom van kritiek voelde de overheid zich gedwongen om het voorstel binnen de week weer in te trekken. De overheid kwam daarna met een nieuw voorstel, namelijk om het meer te herdopen tot Beothuk Lake. Dat was ditmaal echter de aanzet van een breed maatschappelijk debat met inspraak en mogelijkheid tot suggesties. Op 4 november 2021 werd de naamsverandering officieel doorgevoerd.